# Individuel BC1 féminin aux Jeux paralympiques d'été de 2024
Cet article traite de l'épreuve féminine. Pour la compétition masculine, voir Individuel BC1 masculin aux Jeux paralympiques d'été de 2024.
Pour un article plus général, voir Boccia aux Jeux paralympiques d'été de 2024.
Navigation
Los Angeles 2028
Le tournoi féminin BC1 de boccia aux Jeux paralympiques d'été de 2024 se déroule du 29 août au 2 septembre 2024 à Arena Paris Sud 1, en France.

## Médaillées
| Or                   | Argent                 | Bronze                 |
| Aurélie Aubert (FRA) | Jeralyn Tan (en) (SIN) | Hiromi Endo (en) (JPN) |

## Calendrier
| Date                   | Horaire | Manche           |
| ---------------------- | ------- | ---------------- |
| Jeudi 29 août          | 18 h 10 | Poules           |
| Vendredi 30 août       | 18 h 10 | Poules           |
| Samedi 31 août         | 12 h 50 | Poules           |
| Samedi 31 août         | 19 h 35 | Quarts de finale |
| Dimanche 1er septembre | 11 h 55 | Demi-finales     |
| Dimanche 1er septembre | 17 h 00 | Petite finale    |
| Lundi 2 septembre      | 10 h 30 | Finale           |

### Nations participantes
| Afrique   | Amériques                       | Asie                        | Europe                                 | Océanie |
| --------- | ------------------------------- | --------------------------- | -------------------------------------- | ------- |
| - Tunisie | - Argentine - Bermudes - Brésil | - Chine - Japon - Singapour | - Croatie - Espagne - France - Pologne |         |
| 1 pays    | 3 pays                          | 3 pays                      | 4 pays                                 | 0 pays  |

## Phase de poule

### Poule A
| Athlète                 | J | G | P | PG | PE | Diff. | Notes |
| ----------------------- | - | - | - | -- | -- | ----- | ----- |
| Yuriko Fujii (en) (JPN) | 2 | 2 | 0 | 10 | 3  | +7    |       |
| Andreza Oliveira (BRA)  | 2 | 1 | 1 | 6  | 8  | -2    |       |
| Ailen Flores (ARG)      | 2 | 0 | 2 | 4  | 9  | -5    |       |

#### Matchs
| Match | Date                 | Joueur 1                | Résultat | Joueur 2                |
| ----- | -------------------- | ----------------------- | -------- | ----------------------- |
| 1     | 29 août 2024 à 18h10 | Andreza Oliveira (BRA)  | 5 - 2    | Ailen Flores (ARG)      |
| 2     | 30 août 2024 à 18h10 | Yuriko Fujii (en) (JPN) | 4 - 2    | Ailen Flores (ARG)      |
| 3     | 31 août 2024 à 12h50 | Andreza Oliveira (BRA)  | 1 - 6    | Yuriko Fujii (en) (JPN) |

### Poule B
| Athlète                | J | G | P | PG | PE | Diff. | Notes |
| ---------------------- | - | - | - | -- | -- | ----- | ----- |
| Jeralyn Tan (en) (SIN) | 2 | 2 | 0 | 11 | 2  | +9    |       |
| Aurélie Aubert (FRA)   | 2 | 1 | 1 | 4  | 9  | -5    |       |
| Amagoia Arrieta (ESP)  | 2 | 0 | 2 | 4  | 8  | -4    |       |

#### Matchs
| Match | Date                 | Joueur 1              | Résultat | Joueur 2               |
| ----- | -------------------- | --------------------- | -------- | ---------------------- |
| 1     | 29 août 2024 à 18h10 | Aurélie Aubert (FRA)  | 1 - 6    | Jeralyn Tan (en) (SIN) |
| 2     | 30 août 2024 à 18h10 | Aurélie Aubert (FRA)  | 3* - 3   | Amagoia Arrieta (ESP)  |
| 3     | 31 août 2024 à 12h50 | Amagoia Arrieta (ESP) | 1 - 5    | Jeralyn Tan (en) (SIN) |

### Poule C
| Athlète                | J | G | P | PG | PE | Diff. | Notes |
| ---------------------- | - | - | - | -- | -- | ----- | ----- |
| Hiromi Endo (en) (JPN) | 2 | 2 | 0 | 10 | 5  | +5    |       |
| Yushae Andrade (BER)   | 2 | 1 | 0 | 5  | 5  | 0     |       |
| Kinga Koza (POL)       | 2 | 0 | 2 | 5  | 9  | -4    |       |

#### Matchs
| Match | Date                 | Joueur 1               | Résultat | Joueur 2             |
| ----- | -------------------- | ---------------------- | -------- | -------------------- |
| 1     | 29 août 2024 à 18h10 | Kinga Koza (POL)       | 1 - 4    | Yushae Andrade (BER) |
| 2     | 30 août 2024 à 18h10 | Hiromi Endo (en) (JPN) | 5 - 4    | Kinga Koza (POL)     |
| 3     | 31 août 2024 à 12h50 | Hiromi Endo (en) (JPN) | 5 - 1    | Yushae Andrade (BER) |

### Poule D
| Athlète              | J | G | P | PG | PE | Diff. | Notes |
| -------------------- | - | - | - | -- | -- | ----- | ----- |
| Zhang Qi (CHN)       | 2 | 2 | 0 | 26 | 0  | +26   |       |
| Dora Basic (CRO)     | 2 | 1 | 1 | 19 | 7  | +12   |       |
| Maha Aounallah (TUN) | 2 | 0 | 2 | 0  | 38 | -38   |       |

#### Matchs
| Match | Date                 | Joueur 1             | Résultat | Joueur 2         |
| ----- | -------------------- | -------------------- | -------- | ---------------- |
| 1     | 29 août 2024 à 18h10 | Maha Aounallah (TUN) | 0 - 19   | Dora Basic (CRO) |
| 2     | 30 août 2024 à 18h10 | Maha Aounallah (TUN) | 0 - 19   | Zhang Qi (CHN)   |
| 3     | 31 août 2024 à 12h50 | Dora Basic (CRO)     | 0 - 7    | Zhang Qi (CHN)   |

## Phase finale
|  | Quarts de finale        | Quarts de finale       |                        |                        | Demi-finales           | Demi-finales           |   |  | Finale               | Finale              |
|  | Quarts de finale        | Quarts de finale       |                        |                        | Demi-finales           | Demi-finales           |   |  | Finale               | Finale              |
|  |                         |                        |                        |                        |                        |                        |   |  |                      |                     |
|  | 30 août à 19h35         | 30 août à 19h35        |                        |                        | 1er septembre à 11h55  | 1er septembre à 11h55  |   |  | 2 septembre à 10h30  | 2 septembre à 10h30 |
|  | 30 août à 19h35         | 30 août à 19h35        |                        |                        | 1er septembre à 11h55  | 1er septembre à 11h55  |   |  | 2 septembre à 10h30  | 2 septembre à 10h30 |
|  | Aurélie Aubert (FRA)    | 4                      |                        |                        | 1er septembre à 11h55  | 1er septembre à 11h55  |   |  | 2 septembre à 10h30  | 2 septembre à 10h30 |
|  | Aurélie Aubert (FRA)    | 4                      |                        |                        | 1er septembre à 11h55  | 1er septembre à 11h55  |   |  | 2 septembre à 10h30  | 2 septembre à 10h30 |
|  | Yuriko Fujii (en) (JPN) | 3                      |                        |                        | 1er septembre à 11h55  | 1er septembre à 11h55  |   |  | 2 septembre à 10h30  | 2 septembre à 10h30 |
|  | Yuriko Fujii (en) (JPN) | 3                      | Aurélie Aubert (FRA)   | 2*                     |                        |                        |   |  | 2 septembre à 10h30  | 2 septembre à 10h30 |
|  | 30 août à 19h35         |                        | Aurélie Aubert (FRA)   | 2*                     |                        |                        |   |  | 2 septembre à 10h30  | 2 septembre à 10h30 |
|  |                         | Yushae Andrade (BER)   | 2                      |                        |                        |                        |   |  | 2 septembre à 10h30  | 2 septembre à 10h30 |
|  | Zhang Qi (CHN)          | Yushae Andrade (BER)   | 2                      | 2                      |                        |                        |   |  | 2 septembre à 10h30  | 2 septembre à 10h30 |
|  | Zhang Qi (CHN)          |                        |                        | 2                      |                        |                        |   |  | 2 septembre à 10h30  | 2 septembre à 10h30 |
|  | Yushae Andrade (BER)    | 4                      |                        |                        |                        |                        |   |  | 2 septembre à 10h30  | 2 septembre à 10h30 |
|  | Yushae Andrade (BER)    | 4                      | Aurélie Aubert (FRA)   | 5                      |                        |                        |   |  |                      |                     |
|  | 30 août à 19h35         |                        | Aurélie Aubert (FRA)   | 5                      |                        |                        |   |  |                      |                     |
|  |                         | Jeralyn Tan (en) (SIN) | 4                      |                        |                        |                        |   |  |                      |                     |
|  | Hiromi Endo (en) (JPN)  | Jeralyn Tan (en) (SIN) | 4                      | 7                      |                        |                        |   |  |                      |                     |
|  | Hiromi Endo (en) (JPN)  | 1er septembre à 11h55  |                        | 7                      |                        |                        |   |  |                      |                     |
|  | Dora Basic (CRO)        | 0                      |                        |                        |                        |                        |   |  |                      |                     |
|  | Dora Basic (CRO)        | 0                      | Hiromi Endo (en) (JPN) | 1                      |                        |                        |   |  |                      |                     |
|  | 30 août à 19h35         | 30 août à 19h35        | Hiromi Endo (en) (JPN) | 1                      | Match pour la 3e place | Match pour la 3e place |   |  |                      |                     |
|  | 30 août à 19h35         | 30 août à 19h35        |                        | Jeralyn Tan (en) (SIN) | Match pour la 3e place | Match pour la 3e place | 5 |  |                      |                     |
|  | Andreza Oliveira (BRA)  | 5                      | 1er septembre à 17h00  | 1er septembre à 17h00  |                        |                        | 5 |  |                      |                     |
|  | Andreza Oliveira (BRA)  | 5                      | 1er septembre à 17h00  | 1er septembre à 17h00  |                        |                        |   |  |                      |                     |
|  | Jeralyn Tan (en) (SIN)  | 7                      |                        | Hiromi Endo (en) (JPN) | 7                      |                        |   |  |                      |                     |
|  | Jeralyn Tan (en) (SIN)  | 7                      |                        | Hiromi Endo (en) (JPN) | 7                      |                        |   |  |                      |                     |
|  |                         |                        |                        |                        |                        |                        |   |  | Yushae Andrade (BER) | 0                   |
|  |                         |                        |                        |                        |                        |                        |   |  | Yushae Andrade (BER) | 0                   |